# Symplecta luliana
Symplecta luliana är en tvåvingeart som först beskrevs av Alexander 1934.  Symplecta luliana ingår i släktet Symplecta och familjen småharkrankar.
Artens utbredningsområde är Taiwan. Inga underarter finns listade i Catalogue of Life.